# Apogon oxina
Apogon oxina är en fiskart som beskrevs av Fraser, 1999. Apogon oxina ingår i släktet Apogon och familjen Apogonidae. Inga underarter finns listade i Catalogue of Life.